# Slovenske Konjice
Slovenske Konjice (Gonobitz en allemand) est une commune du nord-est de la Slovénie. Elle est le centre culturel et administratif de la vallée de la Dravinja. Elle possède des origines romaines et fut pour la première fois mentionnée dans des documents en 1146.

## Étymologie
Depuis sa création la localité principale de la commune a porté plusieurs dénominations selon les documents d'archives : Gunabitz (1146), Gonviz (1251), Gombicz (1370), Gannabitz (1570), Gonaviz (1594), Gonavitz (1630), Gonwitz (1636), Gonowitz (1662), Ganowiz (1680), Gonnawitz (1680).
En 1918, lors du passage de la localité de l'empire d'Autriche-Hongrie vers le royaume de Yougoslavie, la localité alors dénommée Konjice fut munie du préfixe Slovenske (qui signifie « slovène »), pour ne pas la confondre avec la ville de Konjic située en Bosnie-Herzégovine (Yougoslavie en 1934).

## Géographie
La commune est située au nord-est de la Slovénie dans la région de la Basse-Styrie et est traversée par la rivière Dravinja.

### Villages
Les villages qui composent la commune sont Bezina, Blato, Brdo, Breg pri Konjicah, Brezje pri Ločah, Dobrava pri Konjicah, Dobrnež, Draža vas, Gabrovlje, Gabrovnik, Kamna Gora, Klokočovnik, Koble, Kolačno, Konjiška vas, Kraberk, Ličenca, Lipoglav, Loče pri Poljčanah, Mali Breg, Mlače, Nova vas pri Konjicah, Novo Tepanje, Ostrožno pri Ločah, Penoje, Perovec, Petelinjek pri Ločah, Podob, Podpeč ob Dravinji, Polene, Preloge pri Konjicah, Prežigal, Selski Vrh, Slovenske Konjice, Sojek, Spodnja Pristava, Spodnje Grušovje, Spodnje Laže, Spodnje Preloge, Spodnji Jernej, Stare Slemene, Strtenik, Suhadol, Sveti Jernej, Škalce, Škedenj, Špitalič pri Slovenski Konjicah, Štajerska vas, Tepanje, Tepanjski Vrh, Tolsti Vrh, Vešenik, Zbelovo, Zbelovska Gora, Zeče, Zgornja Pristava, Zgornje Laže et Žiče.

## Démographie
Entre 1999 et 2021, la population de la commune de Slovenske Konjice a régulièrement augmenté pour atteindre un peu plus de 15 000 habitants,.
Évolution démographique
| 1999   | 2000   | 2001   | 2002   | 2003   | 2004   | 2005   | 2006   | 2007   |
| ------ | ------ | ------ | ------ | ------ | ------ | ------ | ------ | ------ |
| 13 619 | 13 637 | 13 676 | 13 822 | 13 898 | 13 922 | 13 972 | 14 089 | 14 226 |
| 2008   | 2009   | 2010   | 2011   | 2012   | 2013   | 2014   | 2015   | 2016   |
| 14 552 | 14 346 | 14 423 | 14 414 | 14 442 | 14 438 | 14 453 | 14 598 | 14 623 |
| 2017   | 2018   | 2019   | 2020   | 2021   |        |        |        |        |
| 14 726 | 14 848 | 14 917 | 15 042 | 15 263 |        |        |        |        |

## Histoire
Le centre historique concentre plusieurs édifices religieux de l'époque et de style baroque, ainsi qu'un château du XIIe siècle qui appartenait aux XVe et XVIe siècles à la famille du comte de Tattenbach.

## Lieux et monuments
- Chartreuse de Žiče

## Personnalités
- Branko Rudolf – écrivain;
- Ivan Minatti – poète.

## Jumelages
La ville de Slovenske Konjice est jumelée avec  :
- Hlohovec (Slovaquie)
- Kosjerić (Serbie)
- Sollefteå (Suède)
- Hranice (Tchéquie)
- Gornja Stubica (Croatie)
- Tolfa (Italie)
- Százhalombatta (Hongrie)
- Cité des étoiles (Russie) (en russe, Zvyozdny gorodok)

## Galerie d'images

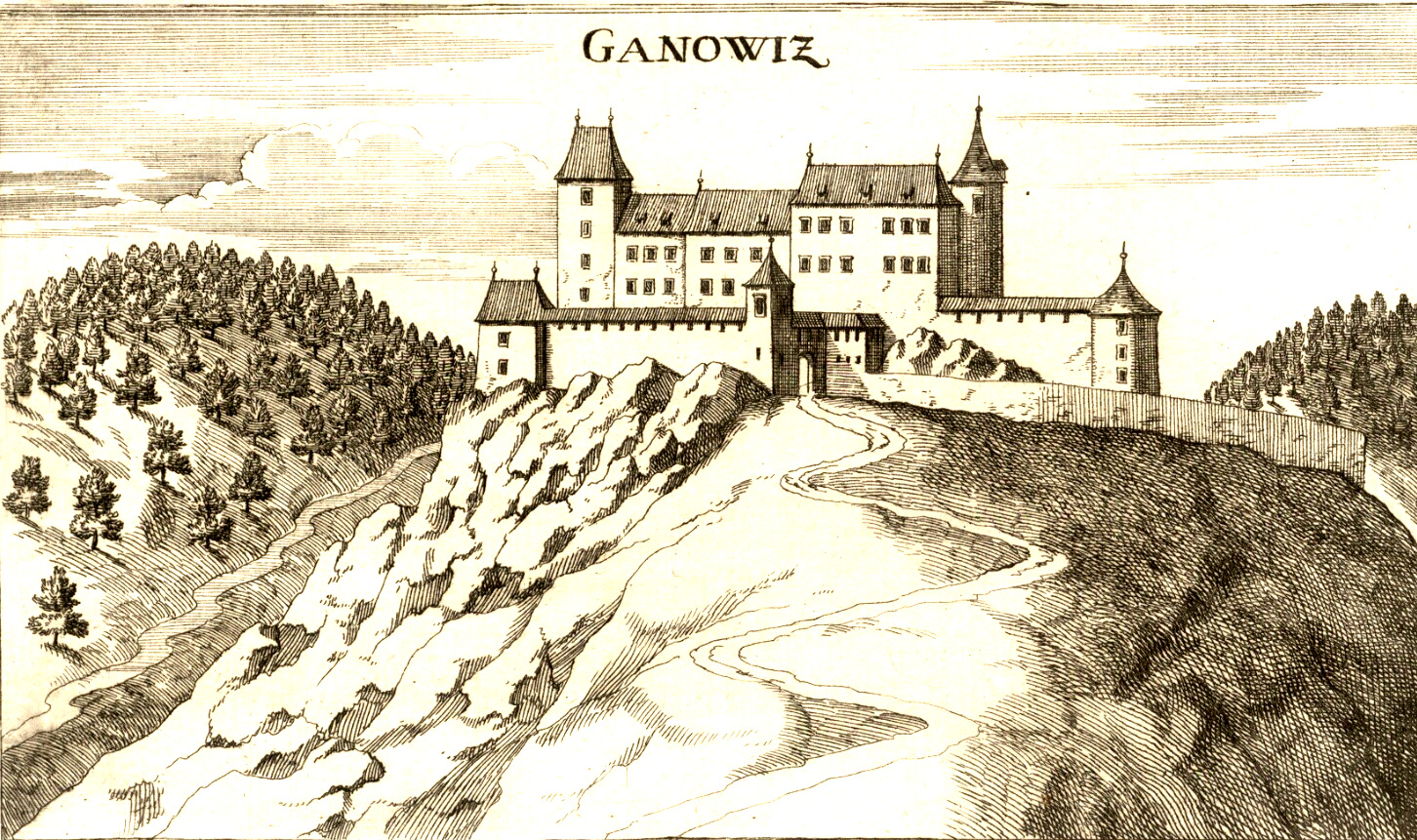
Le château de Gonobitz vers 1680
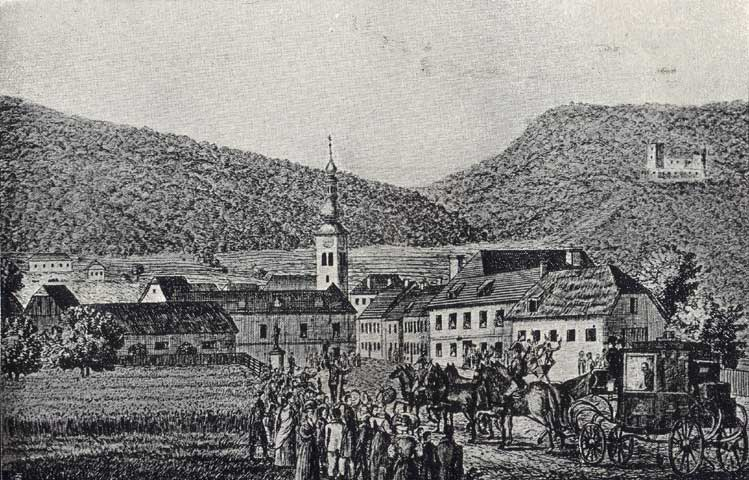
Slovenske Konjice en 1830
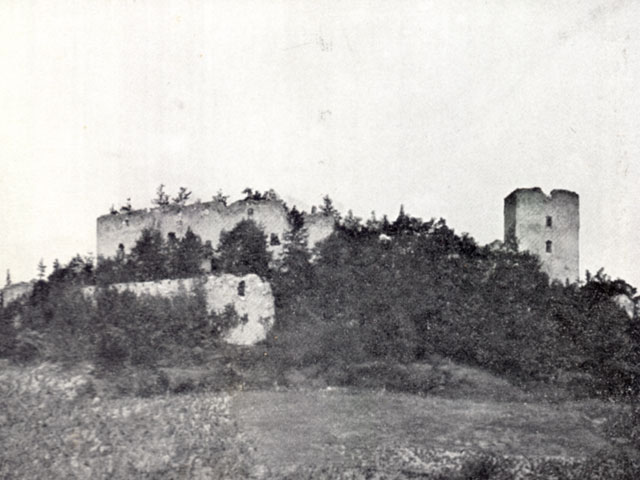
Le château de Gonobitz en 1905
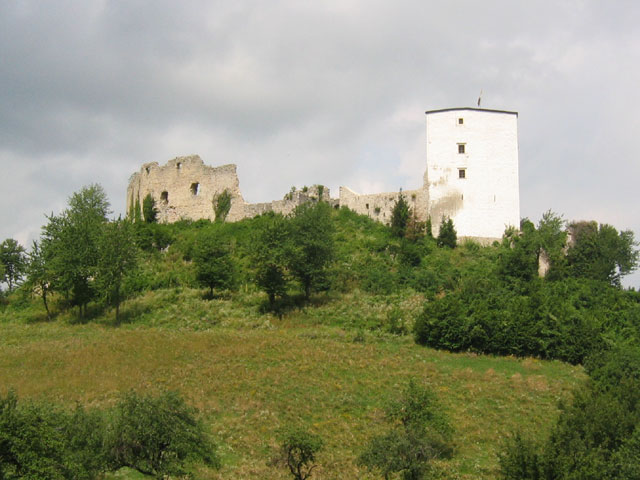
Le château de Gonobitz en 2004